# تل بارگاه
تل بارگاه، روستایی در دهستان کوهستان بخش رستاق شهرستان داراب در استان فارس ایران است. این روستا، مرکز دهستان کوهستان است.

## جمعیت
بر پایه سرشماری عمومی نفوس و مسکن در سال ۱۳۹۵، جمعیت این روستا برابر با ۶۶۲ نفر (۱۹۷ خانوار) بوده است.